# Свободное государство Швентен
Свободное государство Швентен (нем. Freistaat Schwenten; пол. Wolne Państwo Świętno), также известное как Республика Свентно (польск. Republika Świętnieńska) — независимое государство, провозглашенное в 1919 году со столицей в Швентене. Декларация независимости имела оборонительную роль, поскольку местное правительство было осведомлено о польском восстании в Великой Польше. Просуществовало 7 месяцев, пока не присоединилось к Веймарской республике.

## История
До 1918 года Швентен принадлежал округу Бомст в провинции Познань. Жители села были исключительно немецкоязычными, в окружении деревень и городами со смешанным немецко-польским населением. Во время Познанского восстания (1918—1919) с конца декабря 1918 года значительная часть Познанского воеводства попала под влияние польских повстанцев. Немецкие и польские ополченцы временами вели ожесточенные бои. Опасения по поводу нападений поляков и оккупации поляками охватили все немецкие деревни, включая Швентен. Ввиду этой опасности и после неудачной просьбы о войсках защиты в Глогау созванное собрание общины 5 января 1919 года в гостинице Вольф решило провозгласить независимость нейтрального «Свободного государства Швентен». Сразу после этого начались переговоры с соседними деревнями Кибель и Обра, и с местными польскими командирами был заключен пакт о ненападении. Пастор Эмиль Густав Хегеманн был назначен президентом и министром иностранных дел, а мэр Дрешер был назначен министром внутренних дел. Форестер Теске выступил в роли «военного министра». Планы создать «флот» под руководством деревенского цирюльника были бессмысленны, пока озеро было подо льдом. Были приняты конституция и законы; Министр финансов принял бюджет в сложных обстоятельствах, потому что основной источник дохода Свободного государства — производство пива и торговля им — оставались не облагаемыми налогами. В противном случае трактирщик Шульц не подал бы бесплатное пиво парламенту Швентена, который собирался в его гостинице. Немецкие и польские ополченцы признали нейтралитет Свободного государства Швентен. «Иностранцы» могли въезжать или пересекать Свободное государство только по визе, которая была заверена печатью местного приходского управления . После того, как союзные силы отозвали немецкую пограничную охрану, которая к тому времени стала активной, было заключено перемирие, и на Версальских мирных переговорах была согласована точная демаркация границы. В конечном итоге правительство штата Швентен было вынуждено признать, что независимость не может быть сохранена, 10 августа 1919 г. решило отказаться от нейтралитета и подало заявление о приеме в Пруссию Германской империи. Это было выполнено 9 июня 1920 г., после прибытия комиссии Антанты; граница между Германией и Польшей была определена в соответствии с Версальским договором, и Швентену было разрешено остаться с Германией. После распада района Бомст в 1938 году Швентен стал частью района Грюнберг.

## Память об этом государстве
В память о Свободном государстве община Швентен ежегодно 9 июня отмечала фестиваль в так называемой «Исторической таверне», где в 1920 году собиралась Комиссия Антанты. Во времена нацизма Берлин узнал об этом событии, Свободное государство Швентен было стилизовано под миф о немецком герое, и великие нацисты, такие как рейхслейтер Роберт Лей и министр внутренних дел Вильгельм Фрик, приняли участие в ежегодном праздновании. После краха Третьего рейха и окончания Второй мировой войны Швентен, отныне Свентно, перешёл под управление Польши, а немецкое население было изгнано между 1945 и 1947 годами.